# Rudina Balsha
Rudina Balsha (?-1420) was een Albanese prinses uit het adellijk geslacht Balsha. Haar dynastie heerste aanvankelijk over een vorstendom in delen van het huidige noord-Albanië en zuid-Montenegro. Van 1414 tot 1417 had 
Rudina de heerschappij over Vlorë, in zuid-Albanië.

## Biografie

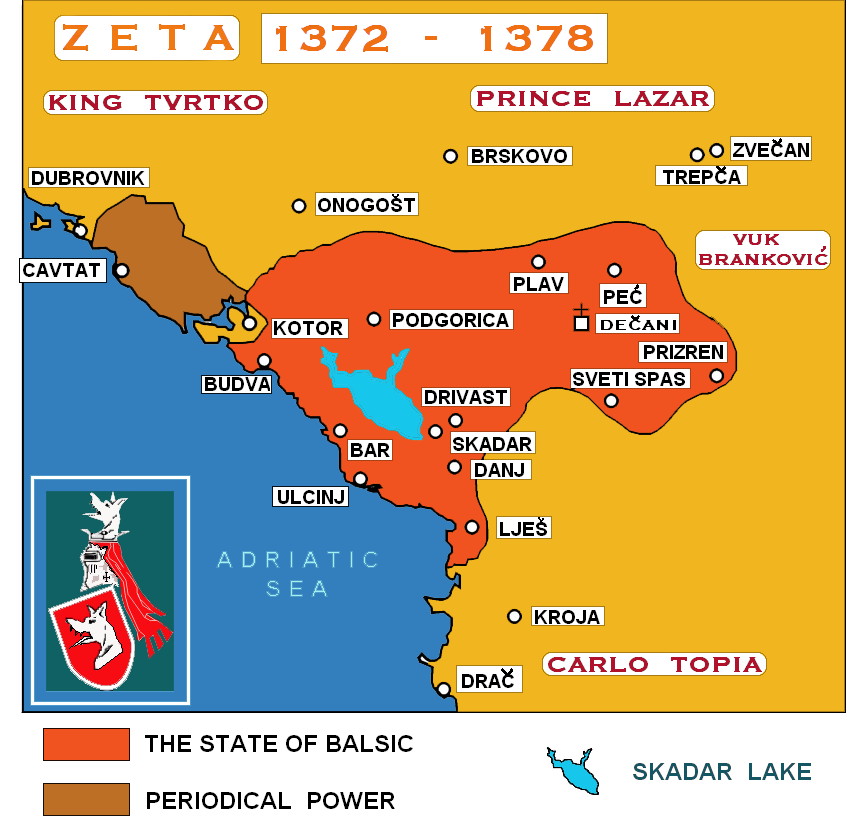
Het vorstendom Balsha.

Rudina was afkomstig uit de Balsha-dynastie. Een familie dat zich volgens historici in grote lijnen had geassimileerd tijdens de heerschappij van het Keizerrijk Servië. De Balsha's regeerden over het vorstendom Balsha.Rudina was een dochter van Balsha II en zijn gemalin Komnena Muzaka, dochter van de Albanese despoot Andrea II Muzaka.
In 1391 trouwde Rudina met de Servische edelman Mrkša Žarković. Žarković heerste in zuid-Albanië over het vorstendom
Valona, aanvankelijk een vazal van het Keizerrijk Servië. Na diens dood in 1414 kreeg Rudina de heerschappij over Vlorë. In 1417 viel het vorstendom nadat het veroverd werd door het Ottomaanse Rijk. 
1. ↑  https://books.google.nl/books?id=f2mRDwAAQBAJ&redir_esc=y